# Шенеп
Шенеп (Шаніп, Шаніпу) (*𐤔𐤍𐤁, д/н — після 735 до н. е.) — цар Аммону у 2-й пол. VIII ст. до н. е.

## Життєпис
Ймовірно, був сином або братом царя Буділі. Проте це ассирійський варіант імені, а власне аммонітянське невідоме. Посів трон приблизно в 730-х роках до н. е. Був союзником царства Ізраїль і Арам. Зазнав поразки від Йотама, царя Аммону, внаслідок чого мусив виплатити данину.
У 734 або 732 роках до н. е. внаслідок поразок мусив визнати зверхність ассирійського царя Тіглатпаласара III.
Втім його син Заккар і онуки Єрагазар і Падуел продовжили боротьбу.